# Repetición de Amores y Arte de Axedrez

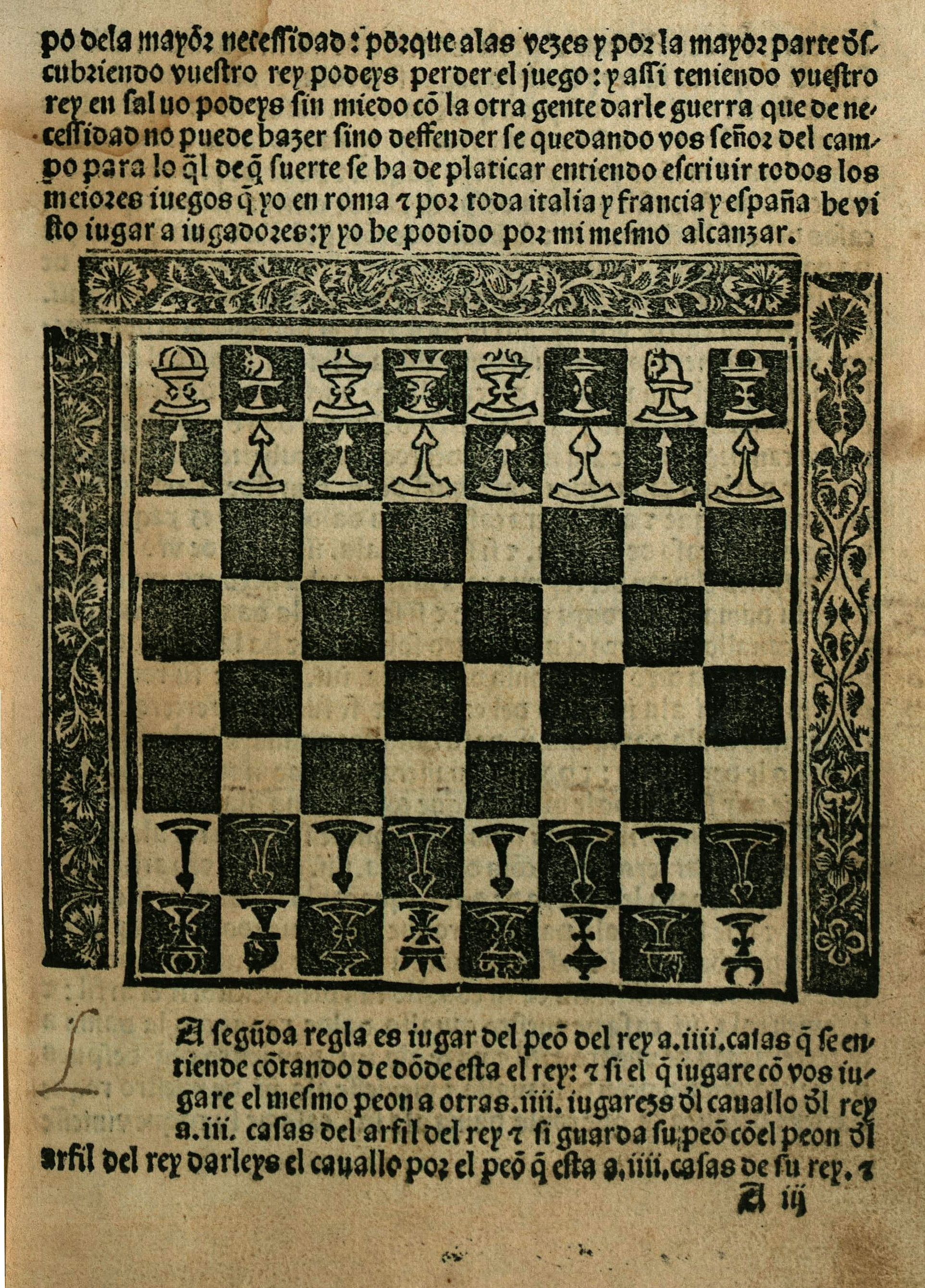
Um dos diagramas de xadrez do Repetición de Amores y Arte de Axedrez.

Repetición de Amores y Arte de Axedrez (espanhol arcaico para Ajedrez) é o título do mais antigo tratado impresso sobre o xadrez, de autoria de Lucena e publicado em Salamanca em 1497. O livro está dividido em duas partes, uma tratando sobre o xadrez e outra sobre o amor. A secção sobre enxadrismo contém dez aberturas e cento e cinquenta problemas.